# Венген
Венген (нем. Wengen) — деревня в Бернских Альпах, входит в состав коммуны Лаутербруннен.
Венген — самый крупный населенный пункт в коммуне, лежащий на высоте 1274 м у подножия гор Эйгер, Мёнх и Юнгфрау, 400 метрами выше долины Лаутербруннен.
Венген — часть туристической области Юнгфрау Топ Регион.
Добраться в деревню можно поездом из Лаутербруннена. Население самого Венгена составляет 1300 человек, но в пик зимнего сезона возрастает до 10000 жителей, а летом — до 5000.
Венген представляет собой типичную альпийскую деревню с колоритными шале и разбросанными по всему склону многочисленными «летними квартирами». В деревушке есть красивая кальвинистская церковь, 1953 года постройки, находящаяся под охраной государства. Автомобильного движения нет, только маленькие электромобили развозят гостей Венгена от вокзала по отелям. Венген называют «деревней Юнгфрау»
На протяжении многих веков люди приходят к Кригслох (пещере войны), предсказывающей начало войны.

## История
Венген впервые упомянут в исторических документах в 1268 году. Этимология названия точно не известна. Оно может происходить от Wange (щека) или Wengen (тучные луга).
Жители деревни вели уединенную, размеренную жизнь. Несмотря на это, эпидемия чумы 1669 года достигла и этой глухой деревушки. Жители пострадали и от природных катаклизмов. В 1770 году снежная лавина унесла жизнь восьми человек. В 1791 году обвал в горах похоронил под собой людей и животных. Кроме этого, фёны и осенние ураганы снова и снова уничтожали дома и окрестные леса.
Первые «туристы» попали в Венген в XVIII веке проездом из Лаутербруннена через Венгернальп и Кляйне-Шайдег в Гриндельвальд. В 1859 году в Венгене появилась первая гостиница. В 1890 году была построена железная дорога до Венгернальп, в те времена самое современное транспортное средство, и до наших дней — единственное. Автомобильной дороги и автомобилей здесь нет до сих пор.
Во время Второй мировой войны здесь были интернированы английские и американские летчики, а также польские солдаты. После второй мировой войны начался рост туризма. В настоящий момент Венген испытывает строительный бум.
В Венгене живут и работают люди из разных стран мира. Большинство из них занято в системе обслуживания во время туристических сезонов. Другими крупными работодателями являются железная дорога «Юнгфрау» и электростанция в Лаутербруннен.

## Зимний спорт
Ежегодно в январе в Вегене проходят знаменитые гонки «Лауберхорн», состоящие из мужского скоростного спуска и слалома. Это — один из этапов Кубка мира по горным лыжам. На этой трассе чемпионы Кубка мира развивают скорость более 150 км/ч, теперь эта «черная» трасса открыта и для любителей. Длина трассы 4260 м, перепад высот 3300 футов, время прохождения — 2,5 мин. «Лауберхорн» считается самой длинной трассой скоростного спуска в календаре Кубка мира.
По железной дороге Венгернальп лыжники добираются до трасс Альменда, Венгернальпа и Кляйне-Шайдег. По подвесному подъёмнику «Венген-Мэннлихен» можно попасть в Мэннлихен, а оттуда спуститься на горных лыжах в Гриндельвальд и Кляйне-Шайдег.
Как в Мэннлихен, так и в Кляйне-Шайдег можно попасть пешком, это около трех часов пути. Но на дорогу, ведущую в Мэннлихен, часто внезапно опускается густой туман, сводящий видимость на узкой и обрывистой тропе к нулю, в этом случае главное не впадать в панику. Дорога в Кляйне-Шайдег намного проще и безопаснее. До Лаутербруннена пеший путь составляет 3,5 км.

## Политическое устройство
Венген, Мюррен, Изенфлу, Гиммельвальд, Штехельберг и Лаутербруннен входят в состав коммуны Лаутербруннен. Тем не менее, во многих вопросах Венген остался независимым, это обусловлено, прежде всего, его прямым сообщением по железной дороге с Лаутербрунненом.

## Культура
Во время туристических сезонов (зимой и летом) в Венгене проходит много культурных мероприятий. В кальвинистской церкви выступает камерный оркестр, поёт хор, проходят вечера органной музыки. На вокзале играют духовые оркестры, выступают йодлеры, хоры и другие народные коллективы.

### Неделя музыки имени Мендельсона
После открытия памятника Мендельсону 4 августа 2004 года и последовавшего затем концерта было решено проводить ежегодно в августе неделю музыки. 20-27 августа 2005 года прошла первая Неделя музыки имени Мендельсона в Венгене.

### Театр марионеток Венгена
Каждый год, начиная с зимнего сезона и до Пасхи, в Венгене можно увидеть представления театра марионеток, а летом театр выезжает на гастроли по стране и за рубежом, показывая спектакли по мотивам легенд и историй кантона Берн, а также сказки всего мира.

## Спортивные состязания
Кроме лыжных гонок «Лауберхорн» каждый сентябрь через Венген проходит горный марафон Юнгфрау, ежегодно собирающий тысячи зрителей и около 4000 участников.